# Cyclodomorphus praealtus
Cyclodomorphus praealtus là một loài thằn lằn trong họ Scincidae. Loài này được Shea miêu tả khoa học đầu tiên năm 1995.